# 双山县
双山县，中国旧县名。因境内有大哈拉巴山和小哈拉巴山得名。
民国时期属辽宁省。1947年5月与辽源县合并，各取其县名首字，称双辽县。今位于吉林省双辽市境内。

## 历史沿革
双山，原名采哈彩甸。1866年（同治五年）设昌图厅，该区域属昌图厅，1877年（光绪三年），昌图厅改为昌图府。1909年（宣统元年）冬，在昌图府辽源州采哈新甸设立安垦局并改称双山镇。1912年（民国元年）9月，采哈新甸安垦局改为双山安垦局，设置设治委员会，筹备建县。1913年（民国二年）7月，双山安垦局被取消，成立双山县。
1931年“九一八”事变后，整个东北成为沦陷区。1940年满洲国将双山县、辽源县合并，各取县名字首，称双辽县，县公署设在郑家屯，属四平省统辖。日本投降后，1945年10月，中共领导下的东北民主联军接收双辽县，将满洲国双辽县拆分为辽源、双山两个县，并短暂建立辽源市（亦称郑家屯市，非今辽源市）。1946年3月，中共中央东北局西满分局撤出双山县。1947年5月24日，双山第二次被中国人民解放军占领，将双山、辽源两县重新合并为双辽县。